# Shallow Bay: The Best Of Breaking Benjamin
Shallow Bay: The Best Of Breaking Benjamin —en español: «Bahía superficial: Lo mejor de Breaking Benjamin»— es un álbum recopilatorio y el quinto de la banda de Post-grunge Breaking Benjamin, publicado el 16 de agosto de 2011. El álbum cuenta con todas las canciones que lanzó como sencillo, incluyendo la versión remezclada de "Blow Me Away", con Valora. La versión Deluxe de 2 discos también fue lanzado en el mismo día que la versión normal, el segundo disco incluye canciones como lados-b, acústicas, grabaciones en vivo y otras raras. A pesar del nombre, la canción "Shallow Bay" no aparece en el álbum.

## Lista de canciones
1."Polyamorous"
2."Skin"
3."Medicate"
4."So Cold"
5."Sooner or Later"
6."Rain"
7."The Diary of Jane"
8."Breath"
9."Until the End"
10."I Will Not Bow"
11."Lights Out"
12."Give Me a Sign"
13."Blow Me Away (con Valora)"
14."Water"
15."Had Enough (acústico en vivo)"

## Edición deluxe

### Disco 1
1."Polyamorous"
2."Skin"
3."Medicate"
4."So Cold"
5."Sooner or Later"
6."Rain"
7."The Diary of Jane"
8."Breath"
9."Until the End"
10."I Will Not Bow"
11."Lights Out"
12."Give Me a Sign"
13."Blow Me Away (Con Valora)"

### Disco 2
1."Ordinary Man"
2."Water"
3."Who Wants to Live Forever"
4."I Will Not Bow (Acústico)"
5."Better Days"
6."Polyamorous (Acústico)"
7."Lie to Me"
8."Lady Bug"
9."Enjoy the Silence"
10."Until the End (Acústico en vivo)"
11."Breath (Acústico en vivo)"

## Compositores
- Benjamin Burnley - vocalista, guitarra
- Aaron Fink - guitarra
- Mark Klepaski - bajo
- Chad Szeliga - batería, percusión

Músicos adicionales
- David Bendeth, Wayne C. Davis - teclados
- Syd Duran - coros
- Jeremy Hummel - batería, percusión
- Jonathan "Bug" Price - bajo

## Posicionamiento
| Cadenas musicales (2011)    | Lugar |
| --------------------------- | ----- |
| US Billboard 200            | 22    |
| US Alternative Albums Chart | 4     |
| US Hard Rock Albums Chart   | 1     |
| US Rock Albums Chart        | 4     |
| US Tastmakers Albums Chart  | 12    |
| Canadian Albums Chart       | 69    |